# VV Alkmaar in het seizoen 2022/23
Het seizoen 2022/2023 was het zesde en laatste jaar in het bestaan van de Alkmaarse vrouwenvoetbalclub VV Alkmaar. De club kwam uit in de Eredivisie en eindigde op de negende plaats. In het toernooi om de KNVB Beker reikte de ploeg tot de kwartfinale. Hierin waren de beloften van PSV te sterk met 0–1. Na het seizoen werd de licentie overgenomen door AZ, zij keerden na elf seizoenen weer terug.

## Selectie en technische staf

### Selectie[1]
| Nr.             | Nat.               | Naam                   | Competitie  | Competitie  | Beker       | Beker       | Totaal      | Totaal      | Seizoen bij Excelsior  | Vorige club      | Contract     |             |             |             |             |             |             |
| Nr.             | Nat.               | Naam                   | W           | Goal        | W           | Goal        | W           | Goal        | Seizoen bij Excelsior  | Vorige club      | Contract     |             |             |             |             |             |             |
| Doelvrouwen     | Doelvrouwen        | Doelvrouwen            | Doelvrouwen | Doelvrouwen | Doelvrouwen | Doelvrouwen | Doelvrouwen | Doelvrouwen | Doelvrouwen            | Doelvrouwen      | Doelvrouwen  | Doelvrouwen | Doelvrouwen | Doelvrouwen | Doelvrouwen | Doelvrouwen | Doelvrouwen |
| --------------- | ------------------ | ---------------------- | ----------- | ----------- | ----------- | ----------- | ----------- | ----------- | ---------------------- | ---------------- | ------------ | ----------- | ----------- | ----------- | ----------- | ----------- | ----------- |
| 1               | Vlag van Nederland | Femke Liefting         | 5           | 0           | 1           | 0           | 6           | 0           | 2e                     | Jeugd            | 30 juni 2023 |             |             |             |             |             |             |
| 16              | Vlag van Nederland | Puck Louwes            | 16          | 0           | 0           | 0           | 16          | 0           | 1e                     | VV Alkmaar       | 30 juni 2024 |             |             |             |             |             |             |
| 23              | Vlag van Nederland | Justine Candel         | 0           | 0           | 0           | 0           | 0           | 0           | 1e                     | Jeugd            | Contractloos |             |             |             |             |             |             |
| Verdedigsters   |                    |                        |             |             |             |             |             |             |                        |                  |              |             |             |             |             |             |             |
| 2               | Vlag van Nederland | Ginia Caprino          | 19          | 0           | 0           | 0           | 19          | 0           | 3e                     | Jeugd            | 30 juni 2024 |             |             |             |             |             |             |
| 3               | Vlag van Nederland | Robin Blom             | 9           | 0           | 0           | 0           | 9           | 0           | 1e                     | Jeugd            | 30 juni 2023 |             |             |             |             |             |             |
| 5               | Vlag van Nederland | Camie Mol              | 19          | 1           | 0           | 0           | 19          | 1           | 2e                     | FC Twente        | 30 juni 2023 |             |             |             |             |             |             |
| 6               | Vlag van Nederland | Kim Remijnse           | 19          | 1           | 0           | 0           | 19          | 1           | 1e                     | Jeugd            | 30 juni 2023 |             |             |             |             |             |             |
| 14              | Vlag van Nederland | Kim Smal               | 0           | 0           | 0           | 0           | 0           | 0           | 1e                     | VV Alkmaar       | 30 juni 2023 |             |             |             |             |             |             |
| 30              | Vlag van Nederland | Yaël Mollink           | 9           | 0           | 0           | 0           | 9           | 0           | 1e                     | PEC Zwolle       | 14 juni 2023 |             |             |             |             |             |             |
| 23              | Vlag van Nederland | Maudy Stoop            | 11          | 0           | 0           | 0           | 11          | 0           | 1e                     | VV Alkmaar       | 30 juni 2024 |             |             |             |             |             |             |
| ?               | Vlag van Nederland | Hannah Flapper         | 0           | 0           | 0           | 0           | 0           | 0           | 1e                     | Jeugd            | Contractloos |             |             |             |             |             |             |
| Middenveldsters |                    |                        |             |             |             |             |             |             |                        |                  |              |             |             |             |             |             |             |
| 8               | Vlag van Nederland | Manique de Vette       | 9           | 0           | 0           | 0           | 9           | 0           | 1e                     | VV Alkmaar       | 30 juni 2023 |             |             |             |             |             |             |
| 10              | Vlag van Suriname  | Amy Banarsie           | 14          | 0           | 0           | 0           | 1           | 0           | 1e                     | PEC Zwolle       | 30 juni 2024 |             |             |             |             |             |             |
| 11              | Vlag van Nederland | Ilvy Zijp              | 0           | 0           | 0           | 0           | 0           | 0           | 1e                     | VV Alkmaar       | 30 juni 2023 |             |             |             |             |             |             |
| 12              | Vlag van Nederland | Renee Zoutewelle       | 1           | 0           | 0           | 0           | 1           | 0           | 1e                     | RVVH             | 30 juni 2023 |             |             |             |             |             |             |
| 14              | Vlag van Nederland | Judith Roosjen         | 1           | 0           | 0           | 0           | 1           | 0           | 1e                     | Sc Heerenveen    | 30 juni 2023 |             |             |             |             |             |             |
| '20             | Vlag van Nederland | Isa Colin              | 16          | 0           | 1           | 0           | 17          | 0           | 1e                     | VV Alkmaar       | 30 juni 2024 |             |             |             |             |             |             |
| Aanvalsters     |                    |                        |             |             |             |             |             |             |                        |                  |              |             |             |             |             |             |             |
| 7               | Vlag van Turkije   | Elanur Polat           | 3           | 0           | 0           | 0           | 3           | 0           | 1e                     | Sparta Rotterdam | 30 juni 2023 |             |             |             |             |             |             |
| 9               | Vlag van Nederland | Veerle van der Most    | 20          | 2           | 0           | 0           | 20          | 2           | 2e                     | Jeugd            | 30 juni 2024 |             |             |             |             |             |             |
| 12              | Vlag van Nederland | Bo op de Weegh         | 5           | 0           | 0           | 0           | 5           | 0           | 1e                     | Jeugd            | Contractloos |             |             |             |             |             |             |
| 17              | Vlag van Nederland | Isabelle Nottet        | 7           | 0           | 0           | 0           | 7           | 0           | 3e                     | Jeugd]           | 30 juni 2023 |             |             |             |             |             |             |
| 18              | Vlag van Nederland | Sanne Peereboom        | 1           | 0           | 0           | 0           | 1           | 0           | 1e                     | Jeugd            | Contractloos |             |             |             |             |             |             |
| 19              | Vlag van Nederland | Jasmijn van der Heijde | 15          | 0           | 0           | 0           | 15          | 0           | 1e                     | Jeugd            | 30 juni 2024 |             |             |             |             |             |             |
| 23              | Vlag van Nederland | Floor Spaan            | 14          | 0           | 2           | 0           | 16          | 0           | 1e                     | Jeugd            | Contractloos |             |             |             |             |             |             |
| Nr.             | Nat.               | Naam                   | W           | Goal        | W           | Goal        | W           | Goal        | Seizoen bij VV Alkmaar | Vorige club      | Contract     |             |             |             |             |             |             |
| Nr.             | Nat.               | Naam                   | Competitie  | Competitie  | Beker       | Beker       | Totaal      | Totaal      | Seizoen bij VV Alkmaar | Vorige club      | Contract     |             |             |             |             |             |             |

### Legenda
| # | Reden                                          |
| - | ---------------------------------------------- |
|   | Heeft de club in het lopende seizoen verlaten. |

### Staf
| Naam            | Nationaliteit | Functie      | Sinds | Contract | Vorige club |
| --------------- | ------------- | ------------ | ----- | -------- | ----------- |
| Technische Staf |               |              |       |          |             |
| Mark de Vries   | Nederland     | Hoofdtrainer | 2023  | 2024     | VV Alkmaar  |
| Medische Staf   |               |              |       |          |             |
|                 |               |              |       |          |             |
| Overige Staf    |               |              |       |          |             |
|                 |               |              |       |          |             |

## Wedstrijdstatistieken

### Eredivisie
|       | ADO Den Haag | Ajax  | Excelsior | Feyenoord | Fortuna Sittard | sc Heerenveen | PEC Zwolle | PSV   | Telstar | FC Twente |
| ----- | ------------ | ----- | --------- | --------- | --------------- | ------------- | ---------- | ----- | ------- | --------- |
| Thuis | 0 – 3        | 1 – 6 | 1 – 3     | 1 – 1     | 1 – 1           | 1 – 3         | 0 – 1      | 0 – 2 | 1 – 2   | 0 – 5     |
| Uit   | 5 – 0        | 5 – 0 | 1 – 2     | 3 – 0     | 4 – 0           | 2 – 2         | 0 – 1      | 4 – 0 | 0 – 1   | 5 – 0     |

| Speelronde 1                                                                         | VV Alkmaar                                                                       | 0 – 5 (0 – 1)    | FC Twente | Opstelling VV Alkmaar |
| 16 september 2022 Aanvangstijd: 19.30 uur Plaats: Alkmaar Sportpark Robonsbosweg     | Isa Colin 74' Manique de Vette 77'                                               | Wedstrijdverslag | 37', 65' Fenna Kalma 56' Wieke Kaptein 74' Marit Auée 85' (e.d.) Kim Smal                                                  | Liefting, Smal, Woons, Stoop, Caprino ( 82' Mol), Roosjen ( 72' Nottet), Colin ( 90' Remijnse), Banarsie, De Vette ( 90+1' Zoutewelle), Maass, Van der Most ( 72' Zijp)           |
| Speelronde 2                                                                         | Sc Heerenveen                                                                    | 2 – 2 (0 – 0)    | VV Alkmaar | Opstelling VV Alkmaar |
| 23 september 2022 Aanvangstijd: 19.30 uur Plaats: Heerenveen Sportpark Skoatterwald  | Nina Nijstad 51' Roos de Haas 90'                                                | Wedstrijdverslag | 75', 89' Judith Roosjen | Liefting, Caprino, Woons, Stoop, Smal, Roosjen, Remijnse, Banarsie, De Vette ( 67' Zijp), Maass ( 52' Nottet), Van der Most ( 87' Spaan                                           |
| Speelronde 3                                                                         | VV Alkmaar                                                                       | 1 – 3 (1 – 1)    | Excelsior Rotterdam | Opstelling VV Alkmaar |
| 30 september 2022 Aanvangstijd: 19.30 uur Plaats: Alkmaar Sportpark Robonsbosweg     | Veerle van der Most 33' Femke Liefting 57'                                       | Wedstrijdverslag | 20' Dana Breewel 61' (e.d.) Kim Remijnse 64' Nikki Ridder 64' Naomi Piqué 66' Fleur Mol 77' Aïsse Gumbs                    | Liefting, Caprino ( 60' Mol), Woons, Remijnse, Smal ( 70' Mollink), Roosjen, Stoop, Banarsie, Maass ( 70' Zijp), Nottet ( 59' Louwes), Van der Most ( 84' Van der Heijde          |
| Speelronde 4                                                                         | Feyenoord                                                                        | 3 – 0 (1 – 0)    | VV Alkmaar | Opstelling VV Alkmaar |
| 16 oktober 2022 Aanvangstijd: 12.15 uur Plaats: Rotterdam Sportcomplex Varkenoord    | Maxime Bennink 23', 46' Esmee de Graaf 55'                                       | Wedstrijdverslag | 13' Karlijn Woons 32' Isa Colin                                                                                            | Louwes, Caprino, Woons, Stoop, Mol ( 64' Mollink), Roosjen, Colin ( 74' Maass), Banarsie, De Vette, Zijp, Van der Most                                                            |
| Speelronde 6                                                                         | VV Alkmaar                                                                       | 1 – 6 (0 – 4)    | AFC Ajax | Opstelling VV Alkmaar |
| 30 oktober 2022 Aanvangstijd: 12.15 uur Plaats: Alkmaar Sportpark Robonsbosweg       | Isa Colin 41' Judith Roosjen 51'                                                 | Wedstrijdverslag | 12', 28', 39' Quinty Sabajo 19', 48' Romée Leuchter 90+3' Spitse                                                           | Liefting, Caprino, Woons, Stoop, Mol ( 80' Mollink), Roosjen, Colin, De Vette, Banarsie ( 46' Van der Heijde), Van der Most ( 80' Zijp), Maass ( 46' Remijnse)                    |
| Speelronde 7                                                                         | VV Alkmaar                                                                       | 0 – 2 (0 – 1)    | PSV | Opstelling VV Alkmaar |
| 4 november 2022 Aanvangstijd: 19.30 uur Plaats: Alkmaar Sportpark Robonsbosweg       | Karlijn Woons 57'                                                                | Wedstrijdverslag | 23', 57' Joëlle Smits | Louwes, Caprino ( 79' Mollink), Woons, Remijnse, Mol, Roosjen, Stoop, Colin, De Vette, Banarsie ( 66' Van der Heijde), Van der Most ( 66' Spaan)                                  |
| Speelronde 8                                                                         | Telstar                                                                          | 0 – 1 (0 – 1)    | VV Alkmaar | Opstelling VV Alkmaar |
| 20 november 2022 Aanvangstijd: 12.15 uur Plaats: Velsen-Zuid 711 Stadion             | Isa Gomez 90+1'                                                                  | Wedstrijdverslag | 16' Manique de Vette 39' Kim Smal                                                                                          | Louwes, Caprino, Smal ( 46' Mollink), Remijnse, Mol, Roosjen, Stoop, Colin, De Vette ( 87' Spaan), Van der Most ( 67' Polat), Banarsie ( 60' Van der Heijde)                      |
| Speelronde 9                                                                         | Fortuna Sittard                                                                  | 4 – 0 (2 – 0)    | VV Alkmaar | Opstelling VV Alkmaar |
| 25 november 2022 Aanvangstijd: 19.30 uur Plaats: Sittard Fortuna Sittard Stadion     | Jarne Teulings 21' Moïsa van Koot 26' Tessa Wullaert 49' Kim Remijnse 57' (e.d.) | Wedstrijdverslag | | Louwes, Caprino ( 80' Spaan), Woons ( 56' Smal), Remijnse, Mol, Roosjen, Stoop, Colin, De Vette ( 56' Van der Heijde), Van der Most, Banarsie                                     |
| Speelronde 10                                                                        | VV Alkmaar                                                                       | 0 – 3 (0 – 2)    | ADO Den Haag | Opstelling VV Alkmaar |
| 2 december 2022 Aanvangstijd: 19.30 uur Plaats: Alkmaar Sportpark Robonsbosweg       | Kim Remijnse 30' Elanur Polat 89'                                                | Wedstrijdverslag | 8', 30' (pen.) Lobke Loonen 80' Jaimy Ravensbergen                                                                         | Louwes, Caprino ( 46' Smal), Woons, Remijnse ( 83' Nottet), Mol, Roosjen, Stoop ( 46' Spaan), Colin, De Vette ( 72' Polat), Van der Most, Banarsie ( 72' Van der Heijde)          |
| Speelronde 11                                                                        | PEC Zwolle                                                                       | 0 – 1 (0 – 0)    | VV Alkmaar | Opstelling VV Alkmaar |
| 9 december 2022 Aanvangstijd: 18.00 uur Plaats: Zwolle Sportpark Be Quick '28        | Maud Rutgers 16'                                                                 | Wedstrijdverslag | Judith Roosjen 74' Amy Banarsie                                                                                            | Louwes, Caprino ( 86' Mollink), Woons, Remijnse, Mol, Roosjen, De Vette, Colin ( 46' Zijp), Polat ( 63' Spaan), Van der Most ( 72' Nottet), Banarsie                              |
| Speelronde 13                                                                        | Excelsior Rotterdam                                                              | 1 – 2 (0 – 1)    | VV Alkmaar | Opstelling VV Alkmaar |
| 27 januari 2023 Aanvangstijd: 19.30 uur Plaats: Rotterdam Van Donge & De Roo Stadion | Rachel Kleine 90+2'                                                              | Wedstrijdverslag | 4' 56' Veerle van der Most 40' Jasmijn van der Heijde 42' Robin Blom 67' Judith Roosjen 77' Isa Colin 90+5' Bo op de Weegh | Louwes, Caprino, Blom, Remijnse, Mol ( 83' Mollink), Van der Heijde ( 64' Roosjen), De Vette, Colin, Spaan, Van der Most ( 83' Op de Weegh), Banarsie                             |
| Speelronde 12                                                                        | VV Alkmaar                                                                       | 1 – 3 (1 – 1)    | Sc Heerenveen | Opstelling VV Alkmaar |
| 31 januari 2023 Aanvangstijd: 20.00 uur Plaats: Alkmaar Sportpark Robonsbosweg       | Kim Remijnse 38'                                                                 | Wedstrijdverslag | 6' (e.d.) Robin Blom 22' Lyanne Iedema 54' Janneke Ennema 58' Nina Nijstad 73' (pen) Nayomi Buikema                        | Louwes, Caprino ( 46' Mollink), Blom, Remijnse, Mol, Roosjen, De Vette ( 77' Van der Heijde), Colin ( 86' Op de Weegh), Spaan ( 77' Stoop) , Van der Most, Banarsie               |
| Speelronde 14                                                                        | VV Alkmaar                                                                       | 0 – 0 (0 – 0)    | Feyenoord | Opstelling VV Alkmaar |
| 3 februari 2023 Aanvangstijd: 19.30 uur Plaats: Alkmaar Sportpark Robonsbosweg       |                                                                                  | Wedstrijdverslag | 56' Zoï van de Ven | Louwes, Caprino, Blom, Remijnse, Mol, Roosjen, De Vette ( 84' Maass), Colin ( 90+1' Stoop), Spaan ( 90+1' Smal) , Van der Most ( 84' Van der Heijde), Banarsie ( 76' Op de Weegh) |
| Speelronde 15                                                                        | ADO Den Haag                                                                     | 5 – 0 (2 – 0)    | VV Alkmaar | Opstelling VV Alkmaar |
| 10 februari 2023 Aanvangstijd: 19.30 uur Plaats: Den Haag Bingoal Stadion            | Liz Rijsbergen 21', 86' Jaimy Ravensbergen 32', 73' Gina Viehoff 90'             | Wedstrijdverslag | 84' Isa Colin | Louwes, Caprino, Blom ( 76' Woons), Remijnse ( 83' Stoop), Mol, Roosjen, De Vette, Colin, Banarsie ( 76' Zijp), Spaan, Van der Most                                               |
| Speelronde 16                                                                        | VV Alkmaar                                                                       | 1 – 2 (1 – 1)    | Telstar | Opstelling VV Alkmaar |
| 3 maart 2023 Aanvangstijd: 19.30 uur Plaats: Alkmaar Sportpark Robonsbosweg          | Judith Roosjen 42'                                                               | Wedstrijdverslag | 11' (e.d.) Camie Mol 37' Chelly Drost 83' Dominique Bruinenberg                                                            | Louwes, Caprino, Woons, Remijnse, Mol ( 85' Peereboom), Roosjen, De Vette ( 88' Maass), Stoop, Zijp, Spaan, Van der Most ( 69' Van der Heijde)                                    |
| Speelronde 17                                                                        | FC Twente                                                                        | 5 – 0 (3 – 0)    | VV Alkmaar | Opstelling VV Alkmaar |
| 21 maart 2023 Aanvangstijd: 17.00 uur Plaats: Enschede Sportpark Het Diekman         | Fenna Kalma 33', 65' Renate Jansen 39' Suzanne Giesen 43' Danique Kerkdijk 61'   | Wedstrijdverslag | 31' Robin Blom | Liefting, Smal, Woons, Blom, Remijnse, Mol, Mollink ( 70' Caprino), Roosjen ( 70' Van der Heijde), De Vette ( 70' Stoop), Colin, Van der Most ( 80' Zijp)                         |
| Speelronde 18                                                                        | Ajax                                                                             | 5 – 0 (1 – 0)    | VV Alkmaar | Opstelling VV Alkmaar |
| 26 maart 2023 Aanvangstijd: 12.15 uur Plaats: Amsterdam Sportpark De Toekomst        | Lisa Doorn 34', 71' Romée Leuchter 59', 65' Elisha Kruize 80'                    | Wedstrijdverslag | 89' Camie Mol | Louwes, Caprino, Woons ( 68' Op de Weegh), Blom, Remijnse, Mol, Stoop, Roosjen ( 63' Van der Heijde), De Vette ( 83' Smal), Colin ( 63' Maass), Van der Most ( 83' Zijp)          |
| Speelronde 19                                                                        | VV Alkmaar                                                                       | 0 – 1 (0 – 0)    | PEC Zwolle | Opstelling VV Alkmaar |
| 31 maart 2023 Aanvangstijd: 19.30 uur Plaats: Alkmaar Sportpark Robonsbosweg         |                                                                                  | Wedstrijdverslag | 60' Imre van der Vegt | Louwes, Caprino ( 34' Smal), Woons ( 69' Op de Weegh), Blom, Remijnse, Mol, Stoop, Roosjen ( 62' Maass), De Vette, Van der Most, Van der Heijde ( 62' Zijp)                       |
| Speelronde 21                                                                        | PSV                                                                              | 4 – 0 (2 – 0)    | VV Alkmaar | Opstelling VV Alkmaar |
| 29 april 2023 Aanvangstijd: 17.00 uur Plaats: Eindhoven PSV Campus De Herdgang       | Chimera Ripa 1', 50' Esmee Brugts 3' Inessa Kaagman 79'                          | Wedstrijdverslag | | Louwes, Caprino, Woons, Blom, Mol ( 78' Smal), Stoop ( 59' Remijnse), Roosjen, Maass, De Vette ( 58' Colin), Van der Most ( 85' Nottet), Spaan ( 46' Van der Heijde)              |
| Speelronde 22                                                                        | VV Alkmaar                                                                       | 1 – 1 (0 – 0)    | Fortuna Sittard | Opstelling VV Alkmaar |
| 7 mei 2023 Aanvangstijd: 14.30 uur Plaats: Alkmaar Sportpark Robonsbosweg            | Camie Mol 49' 79' Isa Colin 69'                                                  | Wedstrijdverslag | 74' Hildur Antonsdóttir 90+4' Tessa Wullaert                                                                               | Louwes, Kim Smal, Woons, Blom, Remijnse, Mol, Maass ( 66' Roosjen), De Vette, Colin ( 90+1' Stoop), Van der Most, Spaan ( 66' Van der Heijde)                                     |

### KNVB Beker
| Achtste finale                                                               | RKVV DSS | Opstelling VV Alkmaar | 1 – 1 (0 – 0, 0 – 1) 3 – 4 na strafschoppen                                                   | VV Alkmaar |
| 25 februari 2023 Aanvangstijd: 14.30 uur Plaats: Haarlem Pim Muliersportpark | Sheryl de Boer 100' Amy Visser Pascalle van der Velde Jacintha Steinmetz Sheryl de Boer Cathy Olsthoorn Michelle Oussoren | Strafschoppen         | 93' Ilvy Zijp Elfi Maass Kim Smal Jasmijn van der Heijde Bo op de Weegh Floor Spaan Ilvy Zijp | Liefting, Caprino, Stoop, Remijnse, Mol ( 84' Polat), De Vette ( 84' Maass), Op de Weegh, Colin ( 74' Woons), Zijp, Spaan, Nottet ( 74' Van der Heijde)          |
| Kwartfinale                                                                  | VV Alkmaar | 0 – 1 (0 – 0)         | Beloften PSV                                                                                  | Opstelling VV Alkmaar |
| 17 maart 2023 Aanvangstijd: 19.30 uur Plaats: Alkmaar Robonsbosweg           | |                       | 60' Dieke van Straten 80' Robine Lacroix                                                      | Liefting, Caprino ( 84' Nottet), Woons, Remijnse, Mol, De Vette ( 84' Op de Weegh), Roosjen ( 70' Maass), Colin, Van der Most ( 70' Zijp), Spaan, Van der Heijde |

## Statistieken VV Alkmaar 2022/2023

### Eindstand VV Alkmaar in de Nederlandse Eredivisie Vrouwen 2022 / 2023
| Stand | Gespeeld | Gewonnen | Gelijk | Verloren | Punten | Doelpunten voor | Doelpunten tegen | Gele kaarten | Rode kaarten |
| ----- | -------- | -------- | ------ | -------- | ------ | --------------- | ---------------- | ------------ | ------------ |
| 9e    | 20       | 3        | 3      | 14       | 12     | 11              | 55               | 19           | 1            |

### Topscorers
| #      | Naam                | Goal |
| ------ | ------------------- | ---- |
| 1.     | Judith Roosjen      | 5    |
| 2.     | Veerle van der Most | 2    |
| 3.     | Amy Banarsie        | 1    |
| 3.     | Camie Mol           | 1    |
| 3.     | Kim Remijnse        | 1    |
| 3.     | Manique de Vette    | 1    |
| Totaal | Totaal              | 11   |

| #      | Naam      | Goal |
| ------ | --------- | ---- |
| 1.     | Ilvy Zijp | 1    |
| Totaal | Totaal    | 1    |

### Kaarten
| #      | Naam                   | Kreeg geel |
| ------ | ---------------------- | ---------- |
| 1.     | Isa Colin              | 6          |
| 2.     | Camie Mol              | 4          |
| 3.     | Robin Blom             | 1          |
| 3.     | Jasmijn van der Heijde | 1          |
| 3.     | Veerle van der Most    | 1          |
| 3.     | Elanur Polat           | 1          |
| 3.     | Kim Remijnse           | 1          |
| 3.     | Kim Smal               | 1          |
| 3.     | Manique de Vette       | 1          |
| 3.     | Bo op de Weegh         | 1          |
| 3.     | Karlijn Woons          | 1          |
| Totaal | Totaal                 | 19         |

| #      | Naam           | Kreeg voor de tweede keer geel en dus rood |
| ------ | -------------- | ------------------------------------------ |
| –      | Geen speelster | 0                                          |
| Totaal | Totaal         | 0                                          |

| #      | Naam           | Weggestuurd |
| ------ | -------------- | ----------- |
| 1.     | Femke Liefting | 1           |
| Totaal | Totaal         | 1           |